# Агуйдат
Агуйдат — река в Томской области России, левый приток Чичкаюла. Устье реки находится в 319 км от устья Чичкаюла по левому берегу. Протяжённость реки 45 км.

## Притоки
- 8 км: Рыбная (лв)
- 31 км: река без названия (лв)
- 35 км: Куличек (лв)

## Данные водного реестра
По данным государственного водного реестра России относится к Верхнеобскому бассейновому округу, водохозяйственный участок реки — Чулым от водомерного поста села Зырянское до устья, речной подбассейн реки — Чулым. Речной бассейн реки — (Верхняя) Обь до впадения Иртыша.
Код водного объекта — 13010400312115200021490.